# 私立ヤバスギ学園
『私立ヤバスギ学園』（しりつヤバスギがくえん）は、恵月ひまわりによる日本の漫画作品。
『なかよしラブリー』（講談社）において2004年夏の号より2007年冬の号まで連載された。単行本は全4巻。
男尊女卑の思想を極端に偏重する山杉（やばすぎ）学園に送り込まれた3人の少女達が、学園の改革に悪戦苦闘する様子を描いたシリーズ作品。

## 登場人物

### 主要人物
彌勒 風羽（みろく ふう）
初等部6年A組。男子にからかわれ、困っている女子を助けたりと、正義感が強い。寮では龍子、苺花と同室。階段から落ちた際、殿下に靴を拾って貰ったことで、運命を感じた。
葛 龍子（つづら りゅうこ）
初等部6年A組。女神のような美しい外見。3人の中ではわりとクール。
内山 苺花（うちやま いちか）
初等部6年A組。愛くるしい外見で、独特な感性を持っている。たびたび下ネタを口にする。
東篠 寛貴（とうじょう ひろき）
あだ名は「殿下」。中等部2年。頭脳明晰、スポーツ万能、容姿端麗の御曹司。男子の中で女子に優しい唯一無二の存在である、学園のアイドル。賑やかなところが苦手。別荘を所有している。
バーバレラ
風羽、龍子、苺花の3人を学園に送り込んだ張本人。

### 山杉学園の生徒・関係者
羅岩 ニール（らがん ニール）
初等部6年A組の男子。取りまきがいる。男尊女卑な思考の持ち主。
瑠璃原（るりはら）
初等部6年A組の女子。
小菅 玉三郎（こすげ たまさぶろう）
初等部生徒会長で、風紀委員長。眼鏡をかけている。
七味 ラ王（しちみ らおう）
高等部2年。本部会の左将軍。お坊っちゃま。
好色 一男（こうしょく かずお）
反省室長。
北極1号、2号
バーバレラの側近である2組の美女。バーバレラの命令で風羽、龍子、苺花の3人を学園に連れてきた。

## 山杉学園について
通称「ヤバスギ学園」。私立の全寮制。良妻賢母を目指す校風だが、実態は男子が女子を虐げている。
規則
掃除をするのは女子のみ。男子に歯向かうと、学園じゅうの女子の連帯責任になる。
学生寮
女子寮はボロボロだが、男子寮は城のような見た目をしている。
反省室
反省室とは名ばかりで、牢屋のような作りをしている。鉄格子は電流が流れるので、鍵を開けないと出られない。
男子棟第一会議室
女子禁制。初等部から高等部までの生徒により、全校男子総連大本部「御前会議」（通称・本部会）が行われる。
購買
『なかよし』が売られており、学業に必要のないものも販売されている。
行事
「全校ミサ」と呼ばれるものがある。
「カウントダウンパーティー」は学園の伝統行事。設営や撤収は女子が行うが、本来は参加できない。
「臨海学校」では遊んでいいのは男子のみ。女子は海の家を清掃する。
服装
女子の制服のスリットにはファスナーがないが、安全ピン等で留めると校則違反になる。

## 書誌情報
- 恵月ひまわり 『私立ヤバスギ学園』 講談社〈講談社コミックスなかよし〉、全4巻
  1. 2006年2月6日発売、ISBN 4-06-364104-X[1]
  2. 2006年11月6日発売、ISBN 4-06-364127-9[2]
  3. 2007年8月6日発売、ISBN 4-06-364160-0[3]
  4. 2007年12月6日発売、ISBN 4-06-364169-4[4]